# Lista de prêmios e indicações recebidos por Sophia Abrahão
A lista de prêmios de Sophia Abrahão, uma atriz e cantora brasileira, consiste em 19 prêmios vencidos e 76 indicações.

## Capricho Awards
O Capricho Awards foi uma premiação anual de música, TV, cinema, internet, entre outros, organizada pela revista teen brasileira Capricho, com votação aberta pelo site oficial da Editora Abril. Abrahão foi indicada 13 vezes e venceu seis prêmios.
| Ano  | Recipiente                                          | Categoria                                        | Resultado | Ref.        |
| ---- | --------------------------------------------------- | ------------------------------------------------ | --------- | ----------- |
| 2011 | Sophia Abrahão                                      | Melhor Atriz Nacional                            | Indicado  | [ 1 ]       |
| 2012 | Sophia Abrahão                                      | Melhor Atriz Nacional                            | Venceu    | [ 2 ]       |
| 2012 | Sophia Abrahão                                      | Mais Estilosa                                    | Venceu    | [ 2 ]       |
| 2012 | @sophiaabrahao                                      | Melhor Instagram                                 | Venceu    | [ 2 ]       |
| 2013 | Blog Sophia Abrahão                                 | Melhor Blog                                      | Venceu    | [ 3 ] [ 4 ] |
| 2013 | Sophia Abrahão                                      | Melhor Capa da CH                                | Venceu    | [ 3 ] [ 4 ] |
| 2013 | Tirulipos                                           | Fã-Clube do Ano                                  | Indicado  | [ 3 ] [ 4 ] |
| 2015 | Sophia Abrahão                                      | Cantora Nacional                                 | Indicado  |             |
| 2015 | O Mundo das Vozes Silenciadas                       | Melhor Livro (compartilhada com Carolina Munhóz) | Venceu    | [ 5 ]       |
| 2015 | Sophia Abrahão                                      | Mais Estilosa                                    | Indicado  |             |
| 2015 | Sophia Abrahão (compartilhada com Sérgio Malheiros) | Casal Real                                       | Indicado  |             |
| 2016 | Sophia Abrahão                                      | Cantora Nacional                                 | Indicado  |             |
| 2016 | Sophia Abrahão                                      | Mais Estilosa                                    | Indicado  |             |

## Grammy Latino
O Latin Grammy Awards, também conhecido como Grammy Latino, é uma premiação de música latina, criada em 2000 pela Academia Latina da Gravação para as melhores produções da indústria fonográfica latino-americana de determinado ano. Trata-se de uma versão latino-americana do Grammy Awards. Abrahão foi indicada a um prêmio.
| Ano  | Recipiente     | Categoria                | Resultado | Ref.  |
| ---- | -------------- | ------------------------ | --------- | ----- |
| 2016 | Sophia Abrahão | Melhor Artista Revelação | Indicado  | [ 6 ] |

## Meus Prêmios Nick
O Meus Prêmios Nick é a versão brasileira do Kids' Choice Awards, o maior prêmio infantil da TV mundial, e já se consagrou como o maior evento do tipo no país. Abrahão foi indicada três vezes e venceu dois prêmios.
| Ano  | Recipiente                  | Categoria                 | Resultado | Ref.  |
| ---- | --------------------------- | ------------------------- | --------- | ----- |
| 2011 | Rebelde                     | Atriz Favorita            | Venceu    | [ 7 ] |
| 2012 | Alice Albuquerque (Rebelde) | Personagem de TV Favorito | Indicado  | [ 8 ] |
| 2013 | Sophia Abrahão              | Tuiteiro Favorito         | Venceu    | [ 9 ] |

## Prêmio Jovem Brasileiro
O Prêmio Jovem Brasileiro é uma importante premiação brasileira, criada em 2002, que homenageia os jovens que estão em destaque na música, televisão, cinema, esportes, meio ambiente e internet brasileira. Abrahão foi indicada 35 vezes e venceu nove prêmios.
| Ano  | Recipiente          | Categoria                  | Resultado | Ref.   |
| ---- | ------------------- | -------------------------- | --------- | ------ |
| 2013 | Blog Sophia Abrahão | Site ou Blog Preferido     | Venceu    |        |
| 2015 | Sophia Abrahão      | Jovem do Ano               | Indicado  | [ 10 ] |
| 2015 | Sophia Abrahão      | Melhor Atriz Jovem         | Indicado  | [ 10 ] |
| 2015 | Sophia Abrahão      | Melhor Cantora Jovem       | Indicado  | [ 10 ] |
| 2015 | "No Final"          | Música do Ano              | Indicado  | [ 10 ] |
| 2015 | "No Final"          | Clipe do Ano               | Indicado  | [ 10 ] |
| 2015 | Blog Sophia Abrahão | Site ou Blog Preferido     | —         | [ 10 ] |
| 2015 | @sophiaabrahao      | Melhor Instagram           | —         | [ 10 ] |
| 2015 | @sophiaabrahao      | Melhor Twitter             | —         | [ 10 ] |
| 2016 | Sophia Abrahão      | Jovem do Ano               | Venceu    | [ 11 ] |
| 2016 | Sophia Abrahão      | Melhor Atriz Jovem         | Indicado  | [ 12 ] |
| 2016 | Sophia Abrahão      | Melhor Cantora Jovem       | Indicado  | [ 12 ] |
| 2016 | "Sou Fatal"         | Música do Ano              | Indicado  | [ 12 ] |
| 2016 | Sophia Abrahão      | Personalidade da Internet  | Indicado  | [ 12 ] |
| 2016 | @sophiaabrahao      | Melhor Instagram           | Venceu    | [ 12 ] |
| 2016 | @soabrahao          | Melhor Snapchat            | Indicado  | [ 12 ] |
| 2017 | Sophia Abrahão      | Jovem do Ano               | Venceu    | [ 13 ] |
| 2017 | Sophia Abrahão      | Melhor Atriz Jovem         | Indicado  |        |
| 2017 | Sophia Abrahão      | Melhor Cantora Jovem       | Indicado  |        |
| 2017 | Sophia Abrahão      | Melhor Apresentadora Jovem | Venceu    | [ 13 ] |
| 2017 | "O Bom É Que Passa" | Música do Ano              | Indicado  |        |
| 2017 | "O Bom É Que Passa" | Clipe do Ano               | Indicado  |        |
| 2017 | Sophia Abrahão      | Personalidade da Internet  | Indicado  |        |
| 2017 | Blog Sophia Abrahão | Site ou Blog Preferido     | Indicado  |        |
| 2018 | Sophia Abrahão      | Jovem do Ano               | Venceu    | [ 14 ] |
| 2018 | Sophia Abrahão      | Melhor Cantora Jovem       | Indicado  |        |
| 2018 | Sophia Abrahão      | Melhor Apresentadora Jovem | Indicado  |        |
| 2018 | @sophiaabrahao      | Melhor Instagram           | Venceu    | [ 14 ] |
| 2018 | Tirulipos           | Melhor Fandom              | Venceu    | [ 14 ] |
| 2019 | Sophia Abrahão      | Melhor Atriz Jovem         | Indicado  | [ 15 ] |
| 2019 | Sophia Abrahão      | Melhor Apresentadora Jovem | Indicado  | [ 15 ] |
| 2019 | @sophiaabrahao      | Melhor Instagram           | Indicado  | [ 15 ] |
| 2019 | Sophia Abrahão      | Meu Crush                  | Venceu    | [ 15 ] |
| 2019 | Tirulipos           | Melhor Fandom              | Indicado  | [ 15 ] |
| 2021 | Sophia Abrahão      | Melhor Atriz Jovem         | Indicado  | [ 16 ] |

## Prêmio Multishow de Música Brasileira
O Prêmio Multishow de Música Brasileira é a maior premiação musical brasileira, realizada anualmente pelo canal fechado Multishow, cuja primeira edição ocorreu em 1994 com o intuito de premiar os melhores do ano da música brasileira através de votação da sua audiência e (a partir de 2011) de um júri especializado, composto por jornalistas e técnicos da indústria fonográfica. Abrahão foi indicada três vezes.
| Ano  | Recipiente     | Categoria        | Resultado | Ref.   |
| ---- | -------------- | ---------------- | --------- | ------ |
| 2014 | Sophia Abrahão | Experimente      | Indicado  | [ 17 ] |
| 2016 | Sophia Abrahão | Melhor Cantora   | Indicado  | [ 18 ] |
| 2016 | "Sou Fatal"    | Melhor Clipe TVZ | Indicado  | [ 19 ] |

## Prêmio Quem
O Prêmio Quem foi uma premiação realizada pela Revista Quem, de 2007 a 2016, premiando os melhores da televisão, cinema, música, moda, gastronomia, literatura e teatro brasileiros. Abrahão venceu um prêmio.
| Ano  | Recipiente     | Categoria       | Resultado | Ref.   |
| ---- | -------------- | --------------- | --------- | ------ |
| 2015 | Sophia Abrahão | Artista PopQuem | Venceu    | [ 20 ] |

## Prêmio Noticiasdetv.com
| Ano  | Recipiente                    | Categoria                        | Resultado | Ref.   |
| ---- | ----------------------------- | -------------------------------- | --------- | ------ |
| 2021 | As Five e Salve-se Quem Puder | Melhor Atriz Antagonista ou Vilã | Indicado  | [ 21 ] |

## Radio Music Awards Brasil
O Radio Music Awards Brasil foi uma premiação brasileira feita anualmente entre 1997 à 2016. A condecoração era promovida pelo Centro de Integração Cultural e Empresarial de São Paulo (CICESP).
| Ano  | Recipiente                                 | Categoria                     | Resultado | Ref.   |
| ---- | ------------------------------------------ | ----------------------------- | --------- | ------ |
| 2011 | Sophia Abrahão                             | Melhor Cantora                | Indicado  | [ 22 ] |
| 2012 | Sophia Abrahão                             | Melhor Cantora                | Indicado  | [ 23 ] |
| 2012 | "Sem Você" (compartilhada com Brian Cohen) | Melhor Música Teen            | Indicado  | [ 23 ] |
| 2014 | "Flores"                                   | Melhor Música Teen            | Indicado  | [ 24 ] |
| 2015 | Sophia Abrahão                             | Melhor Artista Teen           | Indicado  | [ 25 ] |
| 2015 | "Náufrago"                                 | Melhor Música Emocional       | Indicado  | [ 25 ] |
| 2015 | "Tudo Que Eu Sempre Quis"                  | Melhor Música Teen            | Indicado  | [ 25 ] |
| 2015 | Lyric videos semanais                      | Melhor Projeto Musical Online | Indicado  | [ 25 ] |
| 2016 | Sophia Abrahão                             | Melhor Artista Teen           | Indicado  | [ 26 ] |
| 2016 | "Sou Fatal"                                | Melhor Música Teen            | Indicado  | [ 26 ] |

## Shorty Awards
O Shorty Awards, também conhecido como Shorties, é um evento anual de premiação que homenageia os melhores criadores de conteúdo em forma de curtas no micro-blogging Twitter e em outras redes sociais. Abrahão foi indicada dez vezes e venceu um prêmio.
| Ano  | Recipiente     | Categoria           | Resultado | Ref.   |
| ---- | -------------- | ------------------- | --------- | ------ |
| 2013 | Sophia Abrahão | Celebridade Fashion | Venceu    | [ 27 ] |
| 2014 | Sophia Abrahão | Atriz               | Indicado  | [ 28 ] |
| 2014 | Sophia Abrahão | Cantor              | Indicado  | [ 28 ] |
| 2014 | Sophia Abrahão | Música              | Indicado  | [ 28 ] |
| 2014 | Sophia Abrahão | Celebridade         | Indicado  | [ 28 ] |
| 2014 | Sophia Abrahão | Fashion             | Indicado  | [ 28 ] |
| 2014 | Sophia Abrahão | Blogueiro           | Indicado  | [ 28 ] |
| 2014 | Sophia Abrahão | Instagrammer        | Indicado  | [ 28 ] |
| 2014 | Sophia Abrahão | Brasil              | Indicado  | [ 28 ] |
| 2015 | Sophia Abrahão | Brasil              | Indicado  | [ 29 ] |

## Troféu Internet
O Troféu Internet é um prêmio anual que destaca os melhores da televisão e música brasileira. A premiação acontece durante o Troféu Imprensa, ambos realizados pela SBT. Abrahão foi indicada três vezes.
| Ano  | Recipiente     | Categoria            | Resultado | Ref. |
| ---- | -------------- | -------------------- | --------- | ---- |
| 2015 | Alto Astral    | Melhor Atriz         | Indicado  |      |
| 2015 | Sophia Abrahão | Melhor Cantora       | Indicado  |      |
| 2018 | Sophia Abrahão | Melhor Apresentadora | Indicado  |      |